# Løgtingswahl 2008
- Republikaner: 8
- Sozialdemokraten: 6
- Selbstverwaltungspartei: 2
- Unionisten: 7
- Zentrumspartei: 3
- Volkspartei: 7

Die Løgtingswahl 2008 auf den Färöern fand am 19. Januar des Jahres 2008 statt. Es war die 17. Parlamentswahl nach Erlangung der inneren Selbstverwaltung (heimastýri) im Jahr 1948.
Größte Partei wurde der linksrepublikanische Tjóðveldisflokkurin, der leichte Gewinne erzielen konnten, ohne jedoch einen Sitz hinzu zu gewinnen. Auch der konservative Fólkaflokkurin und der unionistische Sambandsflokkurin konnten ihre Stimmanteile wahren, während der sozialdemokratische Javnaðarflokkurin des Ministerpräsidenten einen Sitz abgeben musste und prozentual nur noch die viertstärkste Partei repräsentierte.
Klare Gewinner dieser Wahl waren die beiden kleineren Parteien, Miðflokkurin und Sjálvstýrisflokkurin, die jeweils einen zusätzlichen Sitz erhielten.
Bei den anschließenden Koalitionsverhandlungen kam es erneut zur Bildung einer von Jóannes Eidesgaard sozialdemokratisch geführten Landesregierung, in der allerdings Fólkaflokkurin und Sambandsflokkurin durch Tjóðveldisflokkurin und Miðflokkurin als Koalitionspartner ersetzt wurden.

## Ergebnisse der Løgtingswahl vom 19. Januar 2008
An der Wahl beteiligten sich sieben Parteien. Erstmals in der Geschichte des Løgtings wurden 33 Abgeordnetensitze vergeben. Einzige neue Partei war der Miðnámsflokkurin („Die Gymnasiastenpartei“).
| Partei                   | Stimmen | Prozent | Sitze |  |
| ------------------------ | ------- | ------- | ----- |  |
| E – Tjóðveldisflokkurin  | 7,250   | 23.3    | 8     |  |
| B – Sambandsflokkurin    | 6,529   | 21.0    | 7     |  |
| A – Fólkaflokkurin       | 6,240   | 20.1    | 7     |  |
| C – Javnaðarflokkurin    | 6,018   | 19.3    | 6     |  |
| H – Miðflokkurin         | 2,610   | 8.4     | 3     |  |
| D – Sjálvstýrisflokkurin | 2,244   | 7.2     | 2     |  |
| L – Miðnámsflokkurin     | 221     | 0.7     | 0     |  |
| Gesamt                   | 31.112  | 100     | 33    |  |